# Saga quadrisignata
Espèce
Saga quadrisignata est une espèce de sauterelles qui n'est connue que par un seul spécimen. 
L'espèce est probablement issue d'une erreur de la part de Philippi, comme le démontre l'entomologiste autrichien Alfred Kaltenbach (d) (1920-2005) dans Tettigoniidae: Biology, Systematics and Evolution (1990). L'holotype proviendrait du Chili, ce qui corrobore la thèse de l'erreur puisqu'aucune Saginae n'a jamais été découverte en Amérique du Sud. À l'inverse, l’Orthoptera Species File la classe encore parmi les taxons valides, tout en notant que l'espèce n'est probablement pas originaire du Chili. Cette espèce du genre Saga n'en est probablement pas une, mais à ce jour, personne ne peut valider ou invalider l’existence du taxon.

## Systématique
Le nom valide complet (avec auteur) de ce taxon est Saga quadrisignata Philippi, 1863.